# فرودگاه هورشام
فرودگاه هورشام (به انگلیسی: Horsham Airport) یک فرودگاه همگانی با کد یاتا HSM است که یک باند فرود آسفالت دارد و طول باند آن ۱۳۲۲ متر است. این فرودگاه در کشور استرالیا قرار دارد و در ارتفاع ۱۳۶ متری از سطح دریا واقع شده‌است.